# Рябинник
Ряби́нник — вид птиц семейства дроздовых.
Гнездится повсеместно в Европе, начиная от северной границы лесной растительности до северной границы степной полосы, а также в Сибири — до водораздела между Енисеем и Леной. В Южной Европе, на Кавказе, в Северной Африке, Средней Азии и Кашмире встречается как залётная, зимующая птица, хотя при значительном урожае лесных ягод зимует также в средней Европе.

## Описание
Рябинник отличается от остальных дроздов прежде всего образом жизни. Хотя некоторые пары и гнездятся изолированно, большинство их собирается в средние по численности колонии, насчитывающие 30-40 пар. Они любят селиться в парковых насаждениях и в перелесках, по опушкам лесов, поближе к влажным лугам. В глухих лесах рябинник не встречается. Главные места его обитания находятся на севере и в средней части Европы и Азии. Часть птиц ведет оседлый образ жизни, часть — кочевой. Скандинавские рябинники, как и некоторое количество среднеевропейских, на зиму отлетают на юг, прежде всего на юг и запад Европы. Гнездовой период длится с апреля по июль.
Рябинник питается как животной, так и растительной пищей. Зимой стаи рябинников слетаются полакомиться зрелыми ягодами (рябина, боярышник, облепиха, шиповник, падуб, тис, можжевельник, котонеастер, пираканта, барбарис и др.).

## Галерея

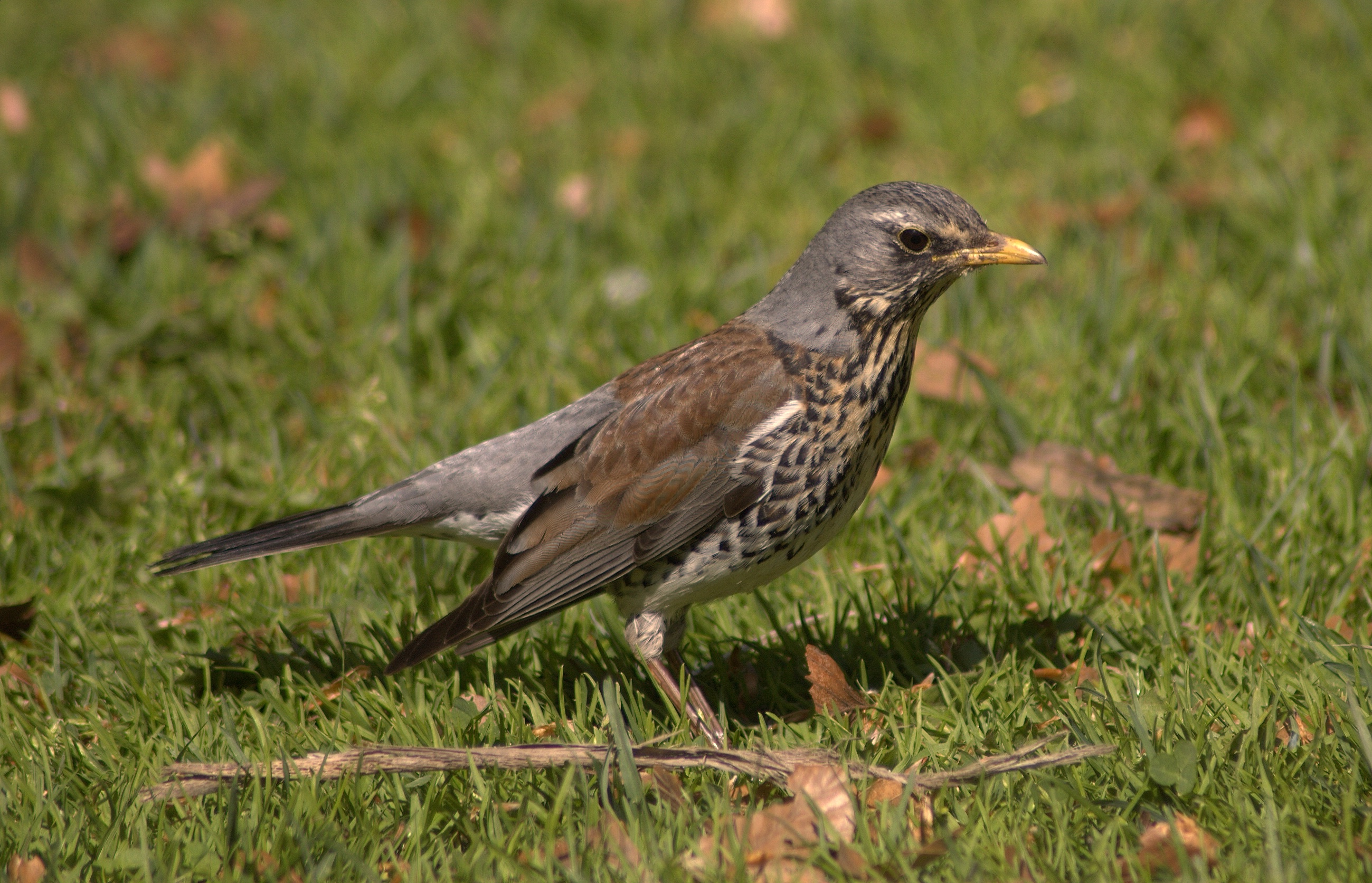
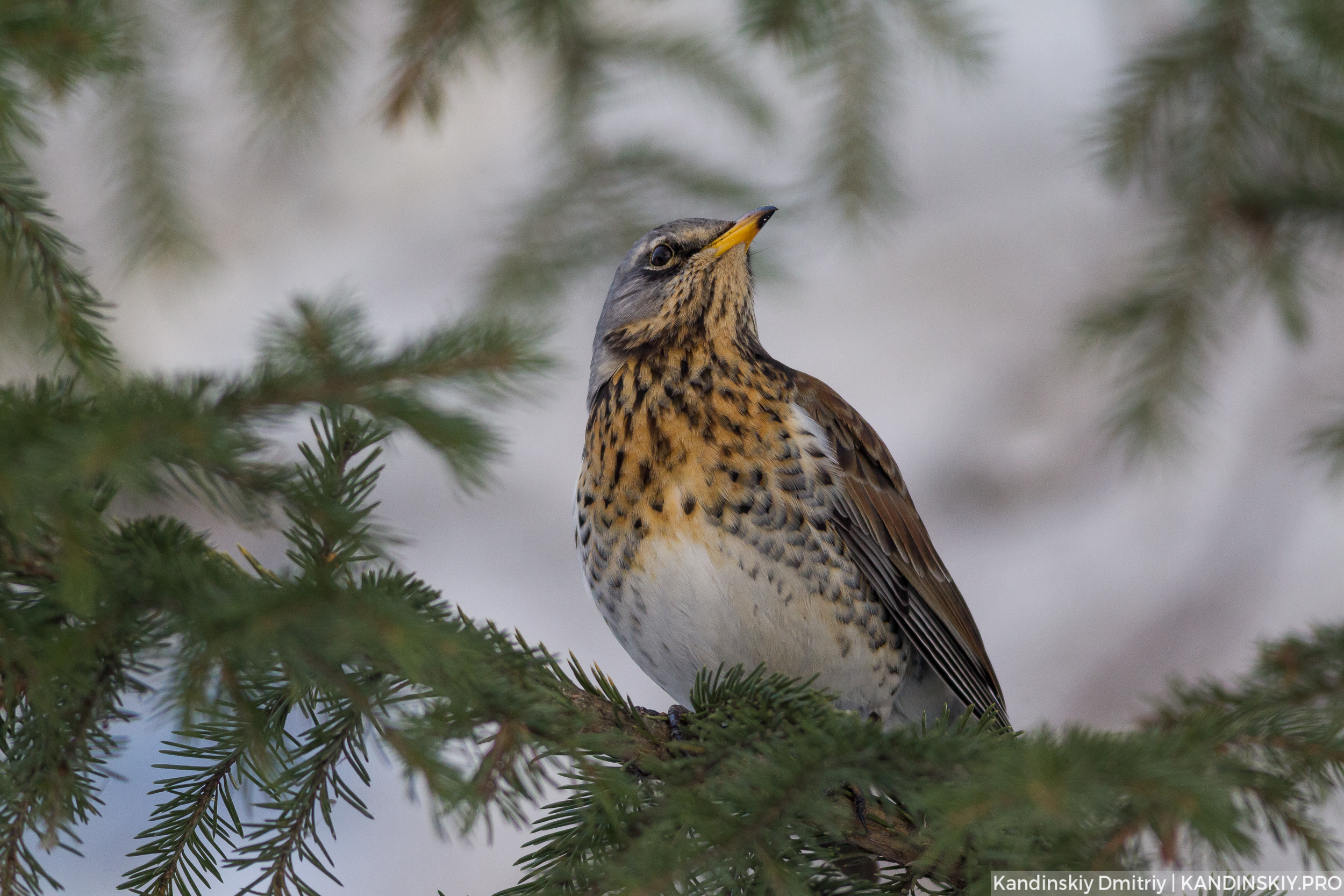
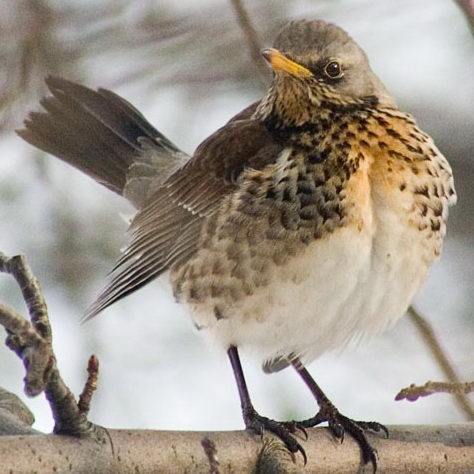
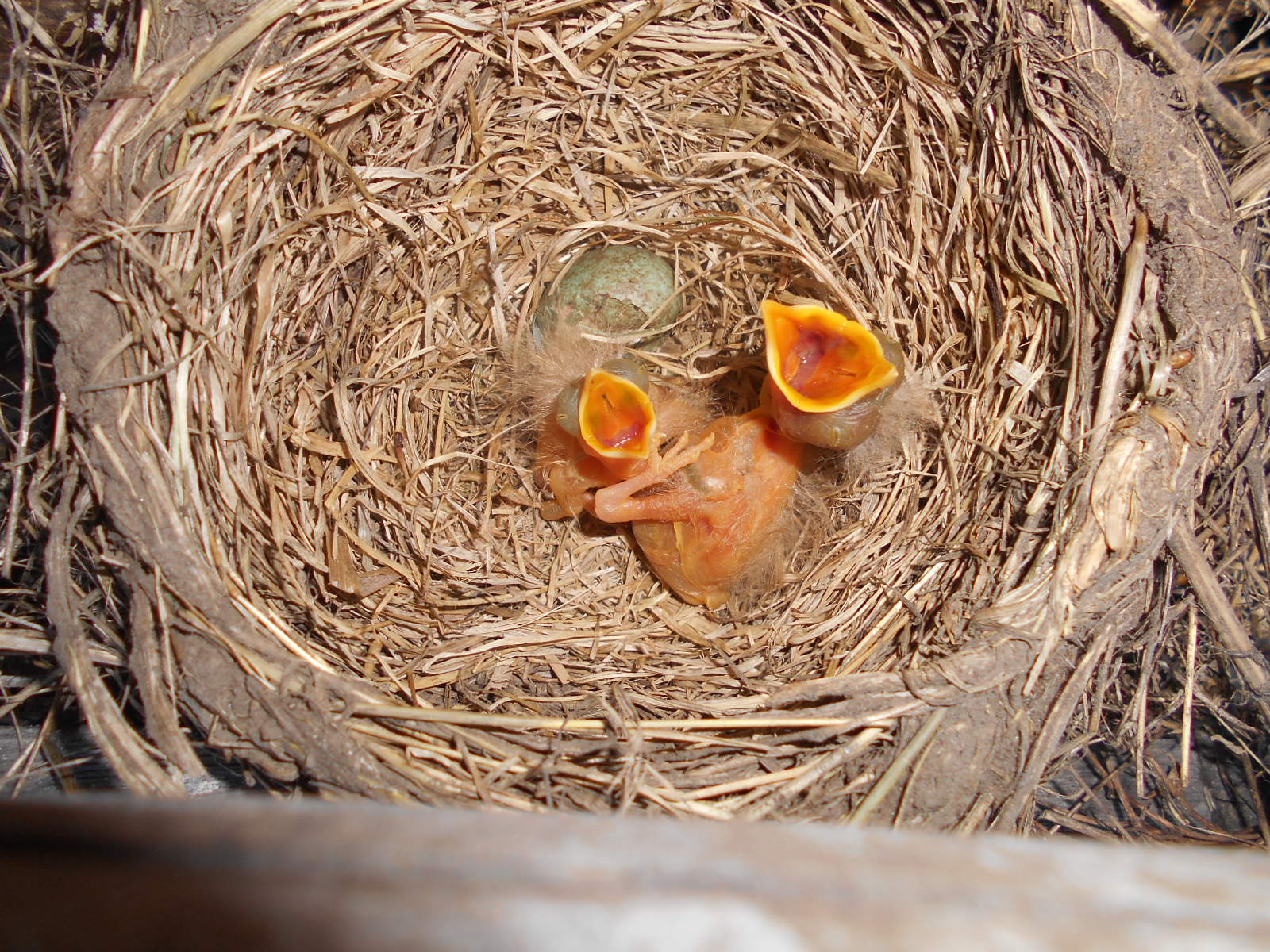
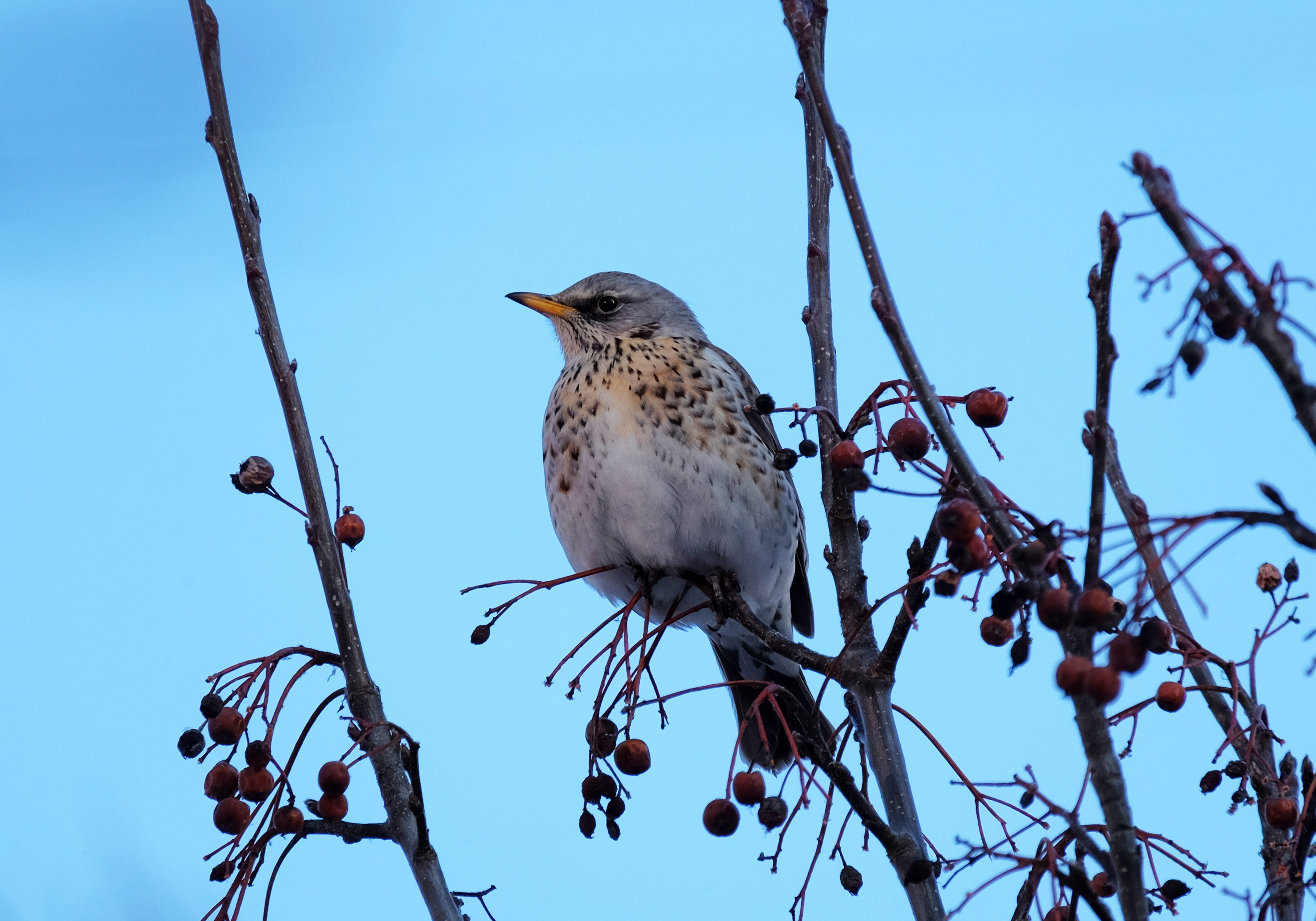